# (12540) Picander
(12540) Picander – planetoida z pasa głównego asteroid okrążająca Słońce w ciągu 4 lat i 343 dni w średniej odległości 2,9 j.a. Została odkryta 26 lipca 1998 roku w Europejskim Obserwatorium Południowym przez Eric Elst. Nazwa planetoidy pochodzi od pseudonimu używanego przez niemieckiego poetę Christiana Friedricha Henriciego, libretcistę wielu utworów Jana Sebastiana Bacha. Przed nadaniem nazwy planetoida nosiła oznaczenie tymczasowe (12540) 1998 OU9.